# Довге-Моршинське
Довге-Моршинське — пасажирський залізничний зупинний пункт Львівської дирекції Львівської залізниці на одноколійній частково електрифікованій постійним струмом (=3 кВ) лінії Стрий — Івано-Франківськ між станціями Стрий (12 км) та Моршин (2,5 км). Розташований в селі Довге Стрийського району Львівської області.

## Пасажирське сполучення
На зупинному пункті зупиняються приміські поїзди сполученням Івано-Франківськ — Стрий.